# Gazociąg Jamał-Europa

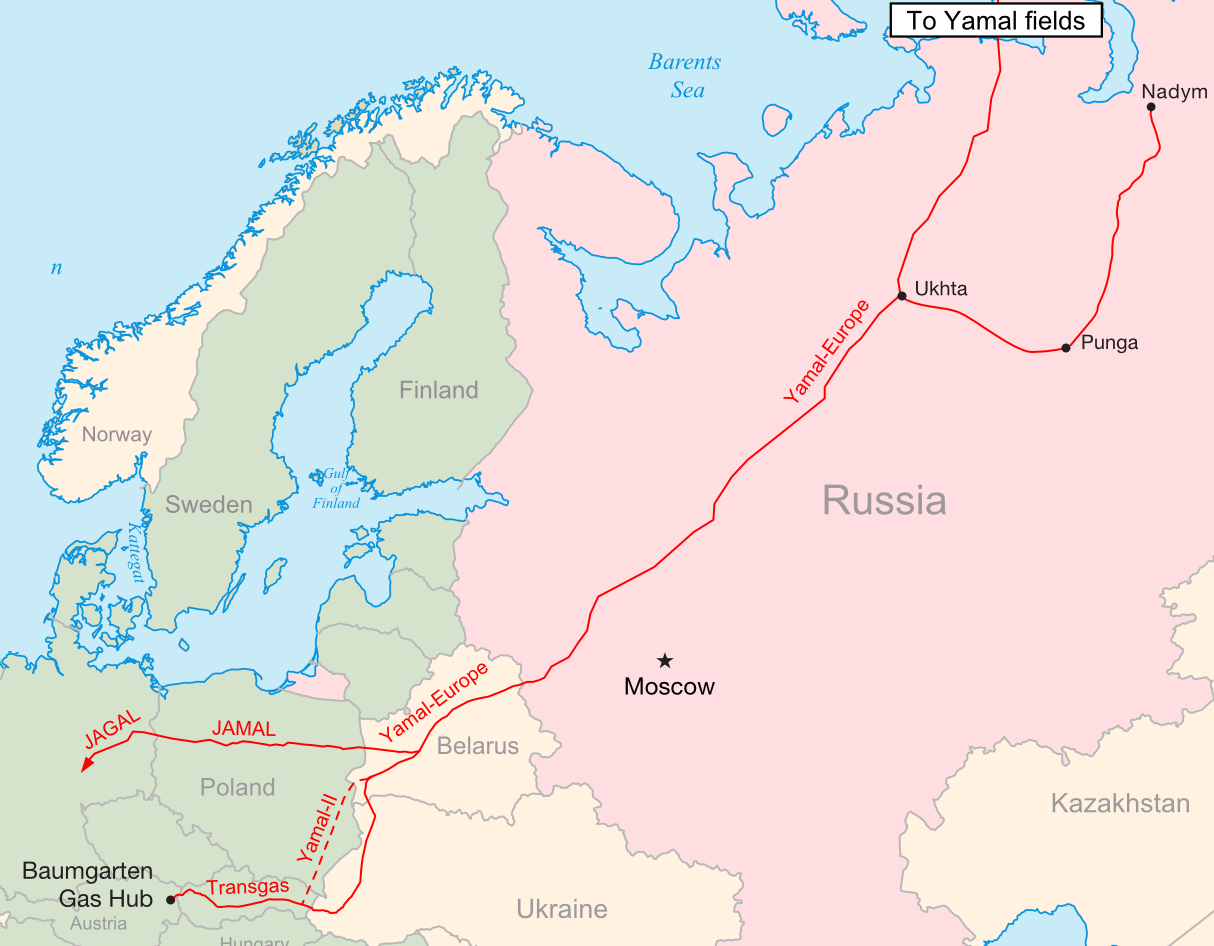
Gazociąg Jamał-Europa

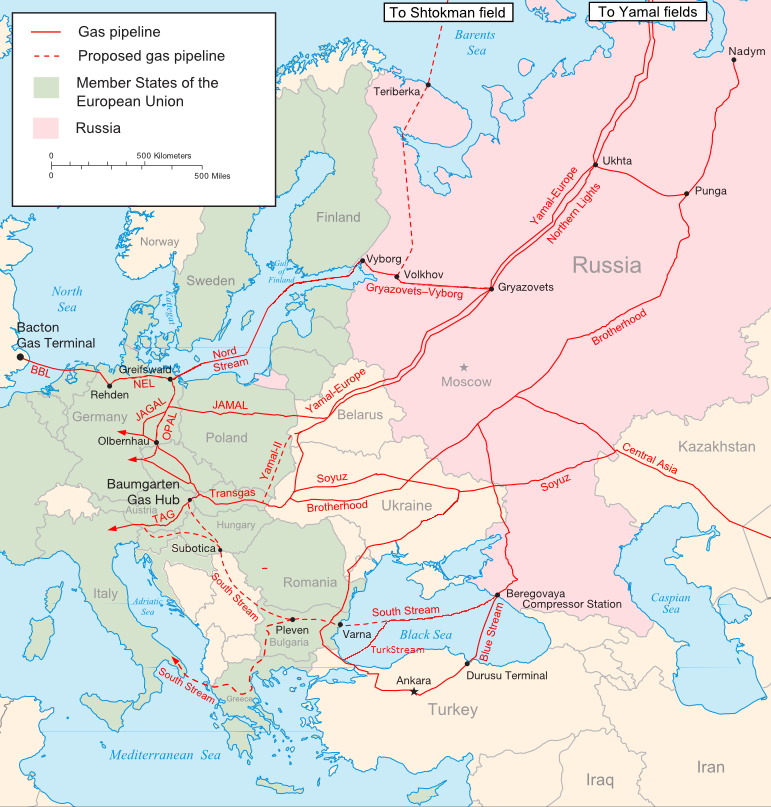
Główne istniejące i planowane gazociągi z Rosji do Europy

Gazociąg Jamał-Europa, gazociąg Jamalski – gazociąg tranzytowy o łącznej długości 4196 kilometrów, zbudowany w celu połączenia Europy ze złożami gazu ziemnego na półwyspie Jamał.

## Historia
25 sierpnia 1993 roku zostało podpisane „Porozumienie między Rządem Rzeczypospolitej Polskiej a Rządem Federacji Rosyjskiej o budowie systemu gazociągów dla tranzytu gazu rosyjskiego przez terytorium Rzeczypospolitej Polskiej i dostaw gazu do Rzeczypospolitej Polskiej”. Według niego projektowanie, wykonawstwo, dostawa materiałów i urządzeń miało być realizowane przede wszystkim przez polskie firmy na podstawie umów zawieranych przez Europol Gaz S.A. Projekt wykonał Gazoprojekt SA z Wrocławia. Roboty budowlano-montażowe w zakresie części liniowej wykonały firmy Gazobudowa, GAZ-2000, Megagaz i Karpaty. Wszystkie pięć tłoczni zbudowała firma ABB Zamech Elbląg. System sterowania i przetwarzania danych wykonała firma Alstom Polska.
Przekroczenia rzek wykonały firmy:
- Wisły – metodą wykopu otwartego – polski oddział firmy Habau Austria
- Warty – metodą mikrotunelingu – Freitag Budpol
- Noteci Zachodniej – metodą wykopu otwartego (na palach) – Freitag Budpol
- Skrwa – metodą mikrotunelingu – spółka Gazobudowa
- Narwi w dwóch miejscach – wykop otwarty – spółka Karpaty

Na terytorium Polski gazociąg był budowany i oddawany do eksploatacji etapami. W listopadzie 1996 roku zakończono prace budowlano-montażowe na pierwszym 107-kilometrowym odcinku, na trasie Owczary – Lwówek, który umożliwia przesyłanie gazu z Rosji przez Polskę do Niemiec. W latach 1997–1999 realizowana była budowa drugiego odcinka o długości ok. 210 kilometrów na trasie Lwówek–Włocławek i trzeciego o długości ok. 365 kilometrów na trasie Włocławek – Kondratki.
We wrześniu 1999 roku Europol Gaz S.A. zakończył budowę całej pierwszej nitki gazociągu Jamał-Europa na terytorium Polski. Ostatni, tzw. złoty spaw na gazociągu wykonano 23 września 1999 roku, w miejscowości Chełsty, gmina Różan.
Decyzją Prezesa URE od 2010 roku funkcję operatora polskiego odcinka gazociągu jamalskiego pełni Operator Gazociągów Przesyłowych GAZ-SYSTEM S.A. 24 lutego 2022 nowelizacja ustawy – Prawo energetyczne przedłużyła okres wykonywania operatorstwa do 6 grudnia 2068.

## Przebieg na terytorium Rosji
Trasa biegnie od węzła przesyłu gazu Torżok w obwodzie twerskim, gdzie odbiera gaz z Regionów Północnego Tyny (SRTO) – gazociąg Torzhok. Sekcja rosyjska ma 402 km długości i trzy tłocznie: Rżewską, Chołm-Żyrkowską i Smoleńską.

## Przebieg na terytorium Białorusi
Trasa o długości 575 kilometrów przebiega przez Białoruś z 5 stacjami kompresorowymi: Nieświeską, Krupską, Słonimską, Mińską i Orszańską.

## Przebieg na terytorium Polski

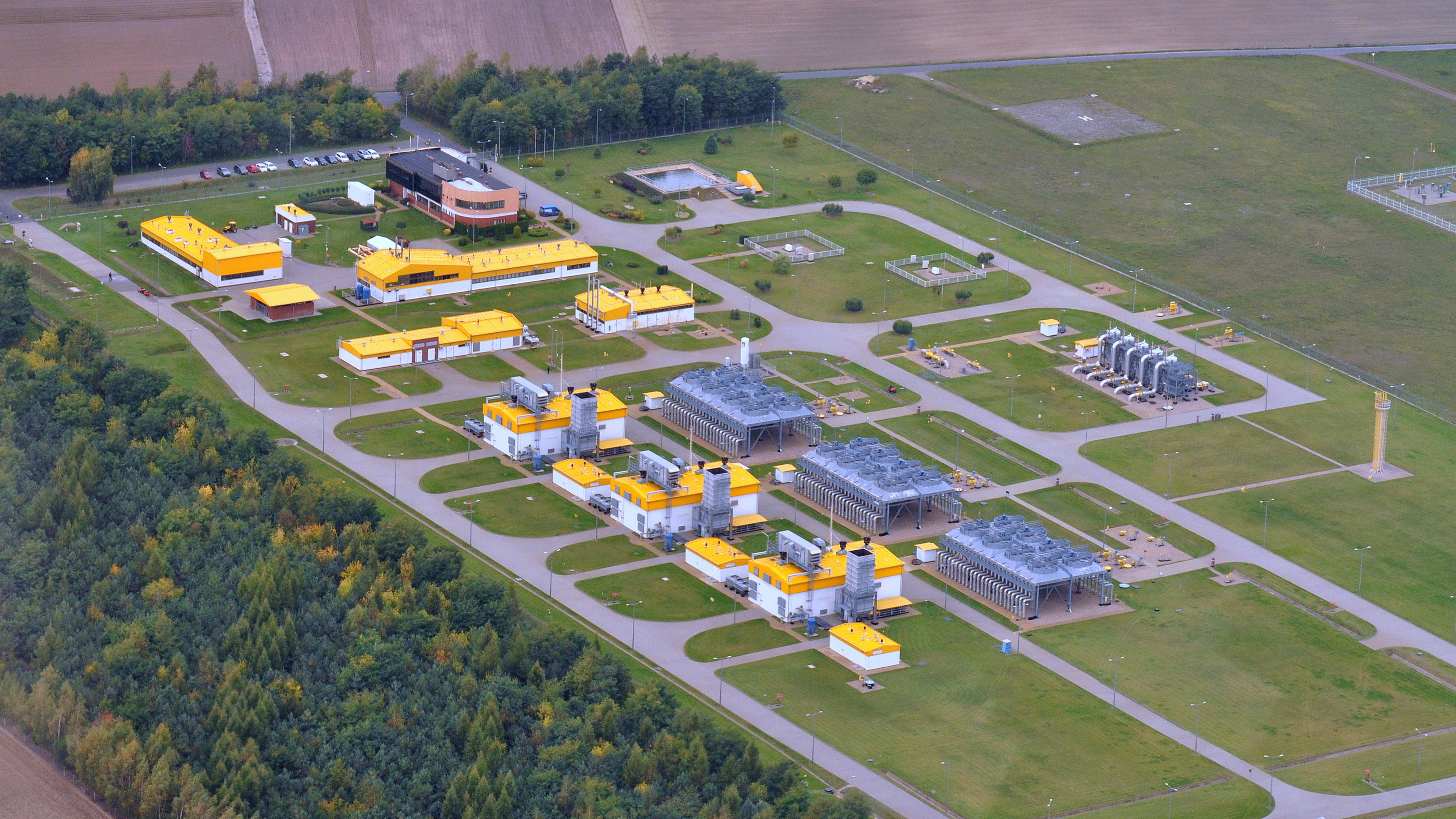
Tłocznia gazu TG Szamotuły w Emilianowie

Trasa gazociągu przebiega przez 5 województw: podlaskie, mazowieckie, kujawsko-pomorskie, wielkopolskie i lubuskie, a rozpoczyna się we wsi Kondratki (położonej na wschód od Białegostoku), kończy zaś w okolicach wsi Górzyca (położonej na płn. od Słubic). Przebiega głównie przez tereny rolne, które można uprawiać, gdyż przykrywa go około 1,5 m warstwa ziemi. W terenach leśnych zostawiono bezpośrednio nad gazociągiem ośmiometrowy pas niezalesiony.
Polski odcinek składa się z nitki o długości 684 km i 5 tłoczni: Kondratki, Zambrów, Ciechanów, Włocławek, Szamotuły.
Według danych Europol Gaz S.A. obecna przepustowość gazociągu wynosi: 32,96 mld m³/rok (m³ przy ciśnieniu 1,01325 bar i temperaturze 20 °C).

## Przebieg na terytorium Niemiec
Najbardziej wysuniętym na zachód punktem gazociągu jest kompresor Mallnow koło Frankfurtu nad Odrą, w pobliżu granicy niemiecko-polskiej, gdzie gazociąg łączy się z systemem przesyłowym gazu YAGAL-Nord.

## Właściciel
Właściciele gazociągu na terenie poszczególnych państw:
- Rosji i Białorusi jest Gazprom
- Polski jest Europol Gaz S.A., w którym udziały mają PKN Orlen (48%), Gazprom (48%) i Gas-Trading (4%)[14]; od 11 listopada 2022 decyzją Ministra Rozwoju i Technologii ustanowiony został tymczasowy zarząd przymusowy, obejmujący 100% akcji Gazprom posiadanych w Europol GAZ S.A.[15]
- Niemiec jest WINGAS (spółka joint venture Gazpromu i Wintershall Holding GmbH)

## Badania archeologiczne
W latach 1993–1994 na polskim odcinku gazociągu jamalskiego zlokalizowano ponad 700 stanowisk archeologicznych. Przebadano pas o szerokości 13 metrów. Badania sfinansował EuRoPol Gaz S.A. W ich wyniku odkryto i zinwentaryzowano kilkaset obozowisk, osad, cmentarzysk ciałopalnych i szkieletowych (m.in. gockie w Kowalewku), a także kilku rzadkich świątyń pogańskich (np. w Sławsku Wielkim). Znaleziono również broń, narzędzia, ozdoby złote, srebrne i brązowe, przedmioty kultu, zabawki i najstarszy w Europie fragment tkaniny lnianej. 1 czerwca 2001 roku w dawnym spichlerzu w Szamotułach otwarto Muzeum Archeologii Gazociągu Tranzytowego. Budynek ma trzy kondygnacje, każda o powierzchni ok. 150 m kw. Piwnice przeznaczono na pomieszczenia magazynowe na znaleziska i laboratorium do prac suchych i mokrych, parter na sale wystawowe, a piętro pomieszczenia do prac studyjnych i pokój noclegowy. Budynek wchodzi obecnie w skład Muzeum Zamek Górków w Szamotułach i odbywają się tu również wystawy i koncerty nie związane z budową gazociągu.

## Druga nitka
Planowana budowa drugiej nitki nie doszła do skutku z powodu uruchomienia prac nad gazociągiem Północnym po dnie Bałtyku.